# Berlin Atonal
Berlin Atonal (in Anlehnung an Atonale Musik) ist ein nahezu jährlich stattfindendes Festival für visuelle Kunst und Klangkunst auf zwei getrennten Bühnen. Zunächst fand es zwischen 1982 und 1990 unter der Leitung von Dimitri Hegemann statt und wurde 2013 unter neuer Leitung wiederbelebt. Auf dem Festival werden zeitgenössische, interdisziplinäre Projekte aus den Bereichen Klangkunst, visuelle Kunst und Medienkunst sowie Installationen und Performances mit dem Fokus auf Auftragsarbeiten und Weltpremieren dargeboten. Außerhalb des jährlichen Hauptevents präsentiert Berlin Atonal weitere Tochterevents wie The Long Now, New Assembly in Tokio und hat außerdem mit dem Deutschen Symphonie-Orchester Berlin, Dark Mofo und den Berliner Festspielen kollaboriert.

## Geschichte
Die ersten Jahre von Berlin Atonal begannen im SO36 im Berliner Ortsteil Kreuzberg. Dort wurden unter anderem die musikalischen Künstler Malaria!, Einstürzende Neubauten, Test Dept, Laibach, Psychic TV, 808 State und Die Haut gefördert. Während der 1980er Jahre war Berlin Atonal vor allem in der progressiven elektronischen und experimentellen Musik- und Kunstszene bekannt, in der daran gearbeitet wurde, die neu aufkommenden Klänge Berlins zu einer weltweit zusammenhängenden Bewegung zusammenzuführen. Die einzelnen Konzerte der ersten fünf Jahrgänge werden bei RockinBerlin  mit verlinkten Hintergrundinfos dargestellt. Das Festival wurde 1990 beendet, als dessen Gründer Dimitri Hegemann sich mehr auf die Gründung seines Techno-Clubs Tresor konzentrieren wollte.
Berlin Atonal wurde 2013 unter neuer Führung an einem neuen Austragungsort, dem Kraftwerk im Berliner Ortsteil Mitte, wiedereröffnet. Das Festival verwendet die 8000 m² des ehemaligen Heizkraftwerks, um für eine Woche audiovisuelle Werke, gebäudeintegrierende Installationen und künstlerische Zusammenarbeiten zu präsentieren.

## Aktuell
Nach einer durch die COVID-19-Pandemie bedingten Pause findet das Festival seit 2023 wieder mit zwei Stages statt. Auch der Tresor ist in die Veranstaltung eingebunden. Im Durchschnitt präsentieren jährlich etwa 170 Musiker, Produzenten und visuelle Künstler ihre Arbeiten.

## Künstler
Zu den Künstlern, die bereits Werke für das Festival und dessen Nebenprojekte produziert oder damit zusammen gearbeitet haben, zählen unter anderem: Actress, Alessandro Cortini, Alvin Lucier, Anika Schwarzlose, Autechre, Bruce Conner, Cabaret Voltaire, Clock DVA, Glenn Branca, Iancu Dumitrescu, John Gerrard, Jon Hassell, Lanark Artefax, Le Syndicat Electronique, Leslie Winer, Mick Harris, Mika Vainio, Paul Jebanasam, Peter Burr, Peter Zinovieff, Rainer Kohlberger, Regis, Shackleton, Surgeon, Strawalde, Susanne Winterling, Tony Conrad, Wolfgang Tillmans, Zhao Liang.

## Nebenprojekte
The Long Now ist eine Zusammenarbeit zwischen Berlin Atonal und den Berliner Festspielen, die seit 2015 jeden März stattfindet. Das Projekt beinhaltet Konzerte, Aufführungen und audiovisuelle Installationen.
Laterne ist ein kuratiertes Programm für das vom australischen Kunstmuseum MONA veranstaltete Dark-Mofo-Festival.
Parallax war eine Zusammenarbeit von Berlin Atonal und dem Deutschen Symphonie-Orchester Berlin, mit einem Programm aus klassischer Barockmusik bis hin zu modernem Micropolyphony.
Berlin Atonal Recordings ist ein Musiklabel, das die Live-Auftritte des Festivals veröffentlicht.